# 仙游县 (越南)
仙游县（越南语：／）是越南北宁省下辖的一个县。

## 地理
仙游县北接北宁市；西北接安丰县；西接慈山市；南接顺成市社和河内市嘉林县；东接桂武市社。

## 历史
仙游县古为越裳氏之地。秦末，赵佗据岭南自守，建立南越国。后攻灭安阳王，设交趾郡、九真郡2郡。西汉元鼎六年（前111年），汉灭南越国，置九郡，仙游隶属交趾郡龙编县。东汉时，成为交趾郡郡治。东吴时，分交州为交州、广州2州，交州还治交趾郡龙编县。此后，晋朝和南朝，仙游地区均属龙编县。隋朝初废郡，以交趾郡为龙编县，隶属交州，交州移治宋平县。大业三年（607年），隋炀帝改州为郡，交州改为交趾郡，龙编县隶属交趾郡。唐朝武德四年（621年），改龙编县为龙州，下辖武宁县、平乐县2县。贞观元年（627年），废龙州，复设龙编县，隶属仙州。贞观十年（636年），废仙州，龙编县改隶交州。后交州改为安南都护府，龙编县由都护府直接管辖。
十二使君时期，阮守捷据守仙游。永乐五年（1407年），明军灭胡朝，设交趾布政使司，仙游县隶属北江府武宁州。同年十月，仙游县省并入武宁州亲领。後黎朝时复设仙游县。光顺七年（1466年），黎圣宗划分承宣，仙游县隶属北江承宣。光顺十年（1469年），黎圣宗重划承宣，改北江承宣为京北承宣，仙游县隶属慈山府。阮朝明命十二年（1831年），明命帝划分省辖，改北宁镇为北宁省，仙游县隶属北宁省慈山府。
1963年3月14日，仙游县与慈山县合并为仙山县。
1999年8月9日，仙山县重新分设为仙游县和慈山县；仙游县下辖景兴社、大同社、合岭社、完山社、轩云社、克念社、连抱社、乐卫社、内裔社、明道社、富林社、佛迹社、新芝社、知方社、越团社和林市镇1市镇15社。
2007年4月9日，克念社、合岭社2社划归北宁市管辖。

## 行政区划
仙游县下辖1市镇13社，县莅林市镇。
- 林市镇（Thị trấn Lim）
- 景兴社（Xã Cảnh Hưng）
- 大同社（Xã Đại Đồng）
- 轩云社（Xã Hiên Vân）
- 还山社（Xã Hoàn Sơn）
- 乐卫社（Xã Lạc Vệ）
- 连抱社（Xã Liên Bão）
- 明道社（Xã Minh Đạo）
- 内裔社（Xã Nội Duệ）
- 佛迹社（Xã Phật Tích）
- 富林社（Xã Phú Lâm）
- 新芝社（Xã Tân Chi）
- 知方社（Xã Tri Phương）
- 越团社（Xã Việt Đoàn）

## 交通
- 越南鐵路
  - 河同線：林站